# Macedonisch Egypte en het Ptolemeïsche Rijk
| Prehistorisch Egypte pre–3100 v. Chr. |
| Oude Egypte Proto-dynastieke periode 3200-3032 v.Chr. Vroeg-dynastieke periode 3032–2686 v. Chr. Oude Rijk 2686–2181 v. Chr. Eerste tussenperiode 2181–2055 v. Chr. Middenrijk 2055–1650 v. Chr. Tweede tussenperiode 1650–1550 v. Chr. Nieuwe Rijk 1550–1069 v. Chr. Derde tussenperiode 1069–664 v. Chr. Late periode 664–332 v. Chr. |
| Grieks Egypte 332–30 v. Chr. Alexandrijnse Oorlog 48 v. Chr. |
| Romeins Egypte 30 v. Chr.–640 CE |
| Vroeg-islamitisch Egypte 640-1517 Kruisvaardersinvasie van Egypte 1154-1169 |
| Ottomaans Egypte 1517–1867 Franse bezetting 1798–1801 Semi-autonome provincie 1801-1882 Kedivaat Egypte 1867–1914 |
| Modern Egypte Britse overheersing 1882–1953 Sultanaat Egypte 1914–1922 Egyptische Revolutie van 1919 Koninkrijk Egypte 1922–1953 Egyptische Revolutie van 1952 |
| Republiek 1953–nu Vrije Officieren en Nasser 1952-1970 Verenigde Arabische Republiek 1958–1961 Verenigde Arabische Staten 1958–1961 Egypte onder Sadat 1970-1981 Egypte onder Moebarak 1981-2011 Egyptische Revolutie van 2011 Protesten en staatsgreep in 2013                                                                         |
| Portaal Geschiedenis Portaal Egypte |

De periode van Macedonisch Egypte en het Ptolemeïsche Rijk ook wel Grieks Egypte of Hellenistisch Egypte is in de geschiedenis van Egypte de periode van 332-30 v.Chr. en komt na de geschiedenis van het Oude Egypte. Het Ptolemeïsche Rijk had als kerngebied Egypte, maar omvatte soms ook diverse aangrenzende gebieden.

## Alexander de Grote

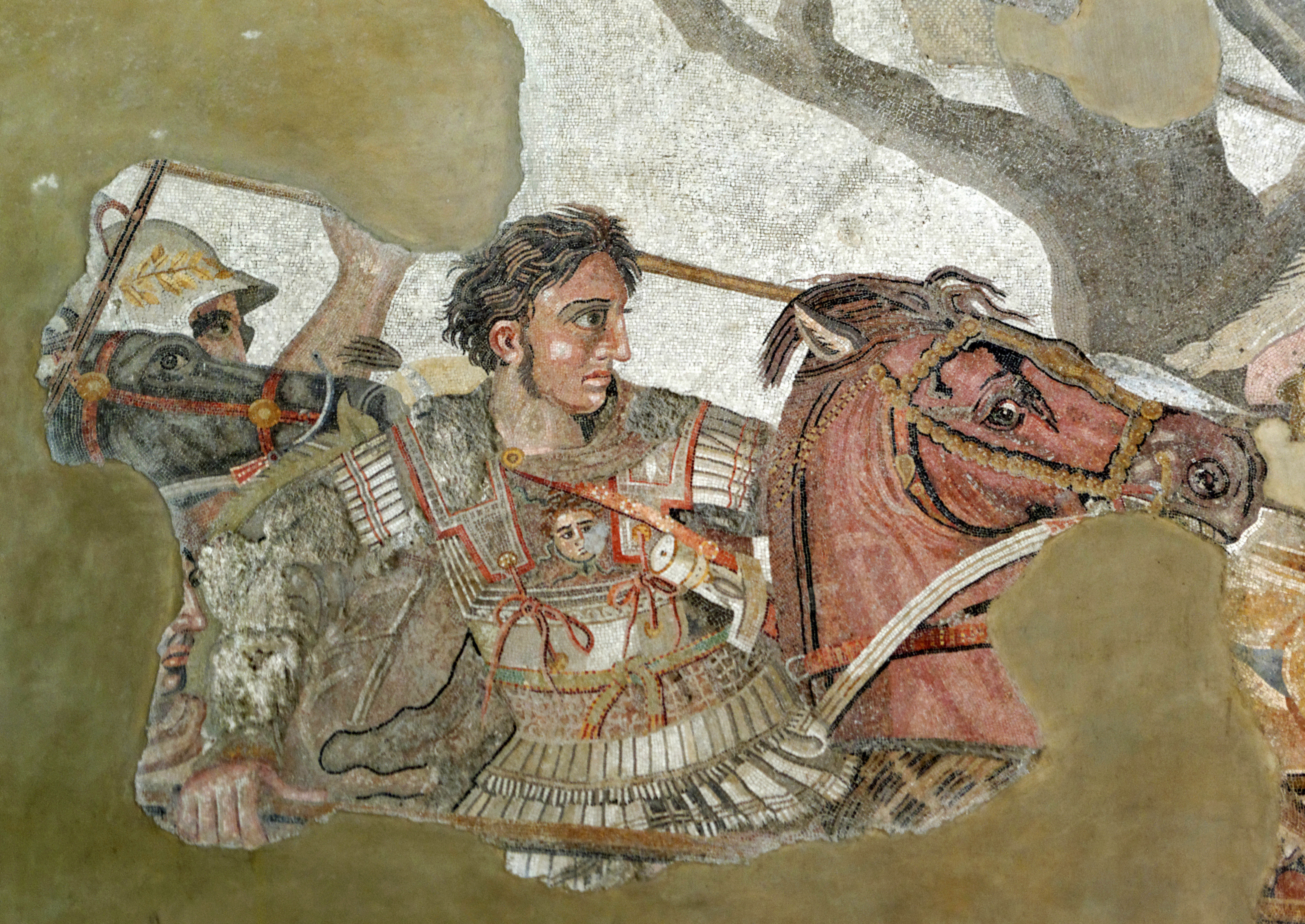
Alexander tegen Darius III
333 v.Chr.
detail van het Alexandermozaïek

Alexander de Grote, koning van Macedonië, viel in 332 voor Christus Egypte binnen en veroverde dit het volgende jaar op de Achaemenidische Perzen. De Egyptenaren verwelkomden Alexander als bevrijder en gaven hem de titels Horus en Amon-Ra om aan te geven dat hij de nieuwe farao was. De Macedoniërs installeerden er militaire garnizoenen, onder andere in Memphis en Pelusium. Het burgerlijk bestuur liet Alexander echter in handen van Egyptenaren, eerst waren er twee gouverneurs, later een. De stad Alexandrië die Alexander stichtte aan de westrand van de Nijldelta zou de volgende eeuwen geen gelijke hebben en uitgroeien tot de belangrijkste stad in de Hellenistische wereld.

## Het Ptolemeïsche Rijk

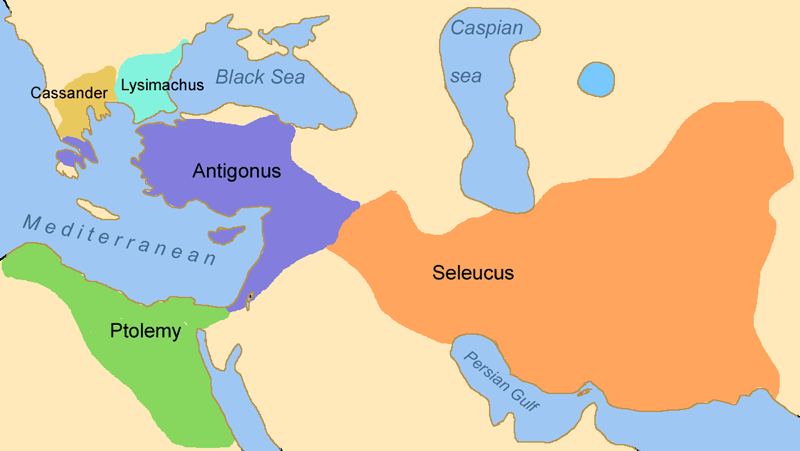
De verdeling van het rijk van Alexander de Grote onder de diadochen in 311 v.Chr. Ptolemeus kreeg een gebied met Egypte als kernland.

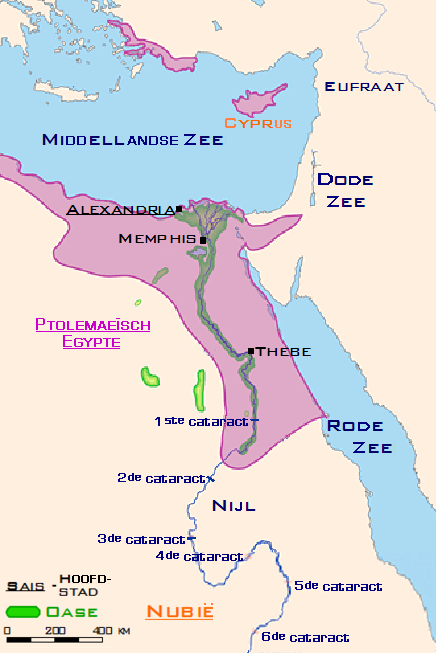
Het Ptolemeïsche Rijk beperkte zich niet tot Egypte, maar strekte zich tot Cyprus en de zuidwestkust van Anatolië uit.

### Heerschappij
Een generaal van Alexander, Perdiccas, regeerde na diens overlijden in 323 v.C. eerst over het Macedonische Rijk, en hij stelde Ptolemeus, ook een veldheer onder Alexander de Grote, als gouverneur van Egypte aan, maar Ptolemeus vestigde al datzelfde jaar zijn eigen macht in Egypte.
Ptolemeus nam in 305 de titel farao, koning aan. De dynastie van Ptolemeus, die tot 30 voor Chr. Egypte regeerde, beheerste op sommige momenten ook Cyprus, en delen van de Levant of Syrië, Anatolië en het gebied van de Egeïsche Zee. Cyrenaica, het oostelijk deel van het huidige Libië, was in 331 ook door Alexander de Grote veroverd en viel vanaf 323 doorgaans onder het Ptolemeïsche Rijk..
De Ptolemaeën waren na Ptolemeus een koninklijke dynastie, die net zoals Alexander de Grote uit Macedonië kwam. Zij waren in de Griekse periode farao van Egypte.

### Alexandrië
Alexandrië groeide uit tot de belangrijkste stad van de hellenistische wereld, een wereld waarin volop ideeën werden uitgewisseld en goederen verhandeld. Alexandrië was het knooppunt voor handel op Afrika, op de Mediterrane wereld en op de regio van de Rode Zee en trok immigranten uit alle delen van die hellenistische wereld. Het was ook de hellenistische culturele hoofdstad, met Griekse gymnasia en theaters, een beroemd museum en een bibliotheek met 700.000 boekrollen. Tijdens het Ptolemeïsche regime groeide de stad tot 300.000 inwoners.

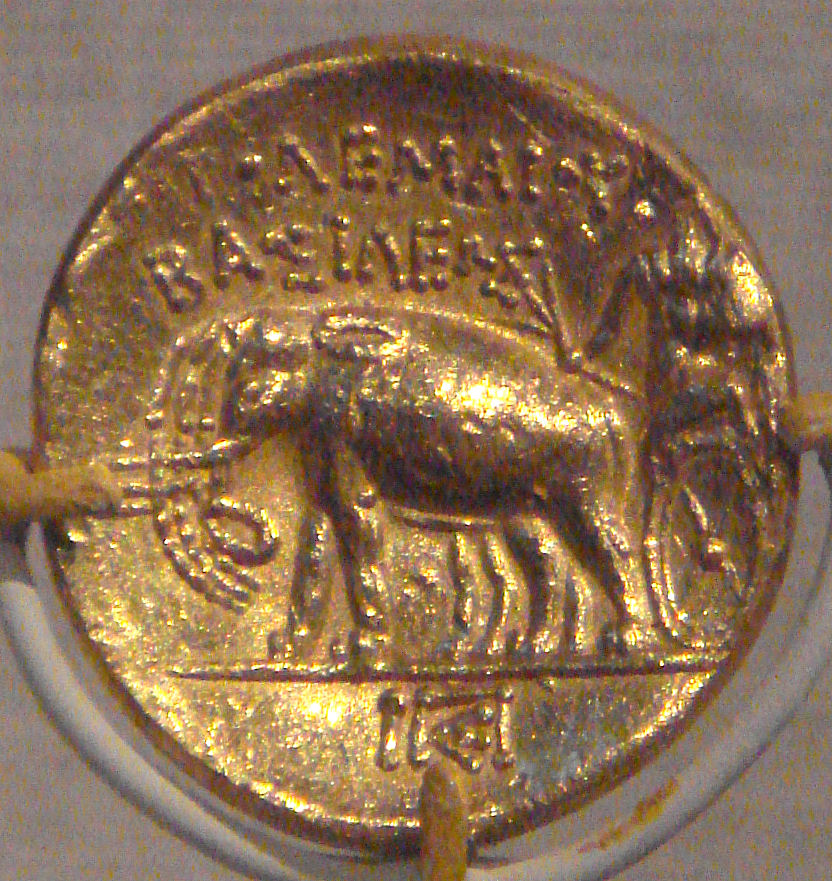
Gouden stater-munt met een quadriga of vierspan van olifanten
inscriptie: …… … Ptolemaios koning

### Bestuur
Behalve de Helleense steden zoals Alexandrië, het kleine Naucritis en het nieuwe Ptolemaïs, werd het hele Ptolemeïsche Rijk rechtstreeks bestuurd door koninklijke ambtenaren, als één grote plantage ter verrijking van de koning. De boeren kregen een vaste jaarlijkse belasting in natura, meestal in tarwe opgelegd, waardoor zij in slechte jaren nauwelijks het hoofd boven water konden houden. Mijnbouw en papyrusproductie waren een monopolie van de farao. Onderdanen binnen veel andere bedrijfstakken moesten ieder jaar opnieuw een vergunning aanvragen.

### Religie
Geleerden stellen dat de Grieken de oude Egyptische religie ongemoeid lieten of zelfs koesterden. Door koninklijke of privé-schenkingen konden de Egyptische tempels hun bestaande heiligdommen uitbreiden of nieuwe oprichten. Toch zijn er hieromtrent nog onduidelijkheden: hetzij behielden de Egyptische tempels hun landerijen en priesterschap, hetzij werden hun landerijen tot spijt van de priesters koninklijk bezit.
De Egyptenaren erkenden de nieuwe heersers en beeldden overleden Ptolemeïsche koningen op tempelreliëfs naast vroegere inheemse Egyptische koningen af. Zij noemden zichzelf de zonen van de Egyptische god Amon-Ra. Er stonden beelden van levende Ptolemeïsche koningen in de tempels om te worden vereerd.
Buiten Alexandrië bleven de Egyptenaren bij hun oude religie, maar in Alexandrië bestonden de Egyptische godsdienst, Griekse religie en Joodse levenswijze naast elkaar.

### Oorlogen en opstanden

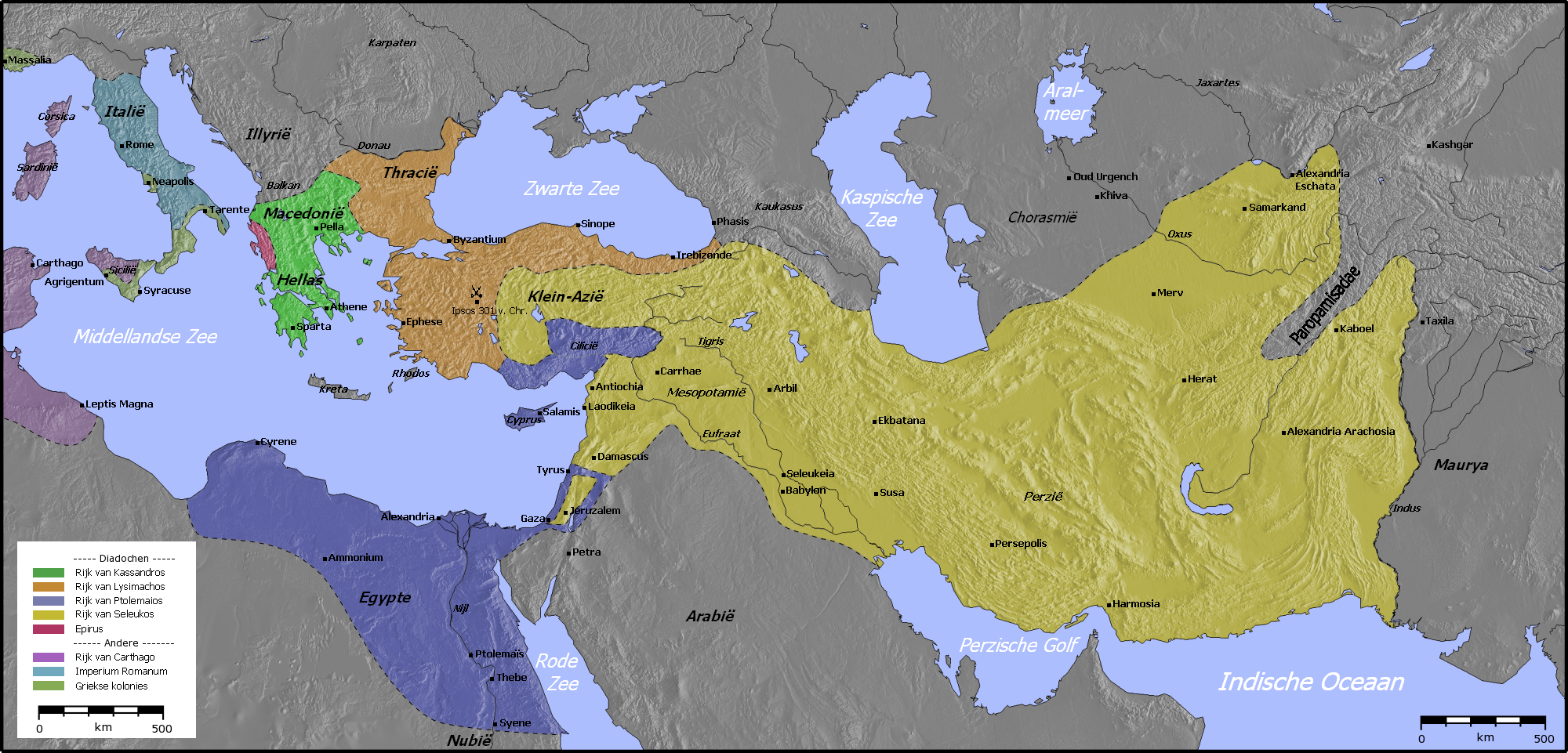
Het uitgebreidere gebied van Ptolemeus na de slag bij Ipsos, 301 v.Chr.

De Ptolemaeën waren regelmatig in oorlog met de Seleuciden die doorgaans de Levant beheersten. Er waren vanaf 216 voor Chr. in Egypte ook grootschalige opstanden van boeren. De Seleucidische koning Antiochus IV was in 168 v.Chr. Egypte binnengevallen. Hij belegerde Alexandrië, maar een gezant van Rome, de opkomende macht, die bezig was de heersers in het oostelijke Middellandse Zeegebied tegen elkaar uit te spelen, dwong Antiochus zich terug te trekken. Het Ptolemeïsche Rijk verzwakte, door oorlogen, door de binnenlandse oppositie en door moorddadige conflicten binnen de koninklijke familie. Ptolemeïsche gebieden buiten Egypte gingen geleidelijk verloren, Cyrenaica bijvoorbeeld in 74 v.C., en het was aan Rome te danken dat de Ptolemeeërs nog enige tijd de controle over hun kerngebied Egypte wisten te behouden. Een opstand leidde in 85 v.Chr. tot vrijwel de totale verwoesting van Thebe.

### Annexatie door het Romeinse Rijk
Cleopatra VII, Ptolemeïsche koningsdochter, was in 48 voor Chr. door de Romein Julius Caesar aan de macht in Egypte geholpen, en ging na 44 v.C. een verhouding of huwelijk aan met de Romeinse machtspretendent Marcus Antonius. Octavianus, later keizer Augustus, en een concurrent van Marcus Antonius, versloeg in 31 v.Chr. Cleopatra en Antonius in de slag bij Actium en werd daarmee Romeins alleenheerser. Hij lijfde in 30 v.C. Egypte bij het Romeinse Rijk in.

### Romeins en Byzantijns Egypte
De volgende periode in de geschiedenis van Egypte is die van Romeins en Byzantijns Egypte en duurde van 30 voor Chr. tot 640 na C.